# Johan Philip de Monté ver Loren
Johan Philip de Monté ver Loren (eigenlijk: Johan Philip de Monté Verloren) (Zeist, 24 juni 1901 - aldaar, 8 april 1974) was een Nederlands rechtshistoricus, hoogleraar en dijkgraaf.

## Familie
VerLoren was een lid van de familie Verloren en een zoon van bankier Johan Willem Diederik Ernst Lodewijk de Monté verLoren (1866-1952) en Judith IJssel de Schepper (1869-1942). Hij bleef ongehuwd.

## Loopbaan
Na het halen van zijn diploma aan het Stedelijk Gymnasium van Utrecht ging ver Loren rechten studeren aan de Rijksuniversiteit Utrecht. Op 9 maart 1927 legde hij zijn doctoraal examen af en hij promoveerde, cum laude, op 28 november 1929 op het proefschrift De historische ontwikkeling van de begrippen Bezit en Eigendom in de landsheerlijke rechtspraak over onroerend goed in Holland bij prof. jhr. mr. dr. D.G. Rengers Hora Siccama. Het jaar erna werd hij benoemd tot secretaris van de Hoge Raad van Adel. Hij publiceerde daarna over rechtsgeschiedenis.
Bij de lintjesregen van 1937 werd hij benoemd tot officier in de Orde van Oranje Nassau in zijn functie van secretaris van de Hoge raad van Adel.
In 1942 werd hij benoemd tot gewoon hoogleraar in oudvaderlands recht en inleiding tot de rechtsgeleerdheid aan de Utrechtse universiteit. In 1945 werd hij eervol ontslagen, met behoud van wachtgeld, als gevolg van de algemene zuivering van het hoger onderwijs; overigens werd hem niettemin geen enkele kwalijke handeling tijdens de bezetting verweten. Hij werkte na zijn ontslag gestaag door, zeker ook in het waterschapsbestuur. In 1946 verscheen zijn bekendste werk, Hoofdlijnen uit de ontwikkeling der rechterlijke organisatie in de noordelijke Nederlanden tot de Bataafse omwenteling, waarvan in de decennia daarna nog verschillende herdrukken verschenen.
In 1957 volgde herbenoeming op zijn post als hoogleraar nadat hij vanaf 1954 al de leeropdracht had gekregen. Op 15 september 1971 ging hij met emeritaat.

### Nevenfuncties
Op 25 augustus 1932 werd hij verkozen tot hoogheemraad van het Groot-Waterschap van Woerden. Op 4 augustus 1941 werd hij benoemd tot dijkgraaf. In die hoedanigheid hield hij op 19 november 1971 te Zwammerdam een toespraak bij de onthulling van een beeld van keizer Frederik Barbarossa door Juliana der Nederlanden. Op 31 december van dat jaar nam hij afscheid als dijkgraaf.
Hij schonk een deel van het familiemeubilair aan het 'Huis Verloren' in Hoorn, een toenmalige dependance van het Westfries Museum.
Daarnaast was hij sinds 1951 lid, sinds 1956 ondervoorzitter van de Raad van Beheer der Van de Poll Stichting, opgericht ter bevordering en verbreiding van de kennis der geschiedenis van Zeist. Als adviseur van de stichting begeleidde hij de uitgave van Ph.J.C.G. van Hinsbergen, Bronnen voor de geschiedenis van Zeist (3 delen. Assen, 1962-1980).